# Praia do Rio Alto
Praia do Rio Alto (vista para sul)
A Praia do Rio Alto é uma praia marítima da Póvoa de Varzim situada logo após a praia da Aguçadoura e antes da praia do campo de Golf, na freguesia da Estela. Na praia do Rio Alto desagua o Rio Alto que nasce no sopé do monte de São Félix, daí o nome do lugar.
O nome da praia provém do lugar do Rio Alto, que corresponde ao lugar do litoral da freguesia. Entre os naturistas, a praia é mais conhecida como Praia da Estela, devido à freguesia onde está situada.

## Naturismo
Dado ser de acesso difícil (acesso apenas a pé por outras praias ou por dunas e masseiras e da privacidade oferecida pelas dunas é destino frequente de naturistas e nudistas, apesar de não estar classificada oficialmente como tal.